# Westfalia Dinnendahl Gröppel

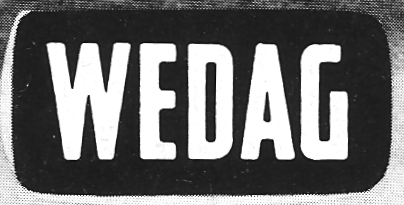
Unternehmenslogo der WEDAG um 1950

Aktie über 1000 RM der Westfalia Dinnendahl Gröppel AG vom August 1939

Die Westfalia Dinnendahl Gröppel AG (WEDAG) war ein im Maschinenbau tätiges Unternehmen mit Sitz in Bochum und Essen, das vorwiegend Erz-, Kohle und Wasseraufbereitungsanlagen produzierte. Die WEDAG war ein Zusammenschluss der Bochumer Eisenhütte „Westfalia“ sowie der R. W. Dinnendahl AG in Essen und der Maschinenfabrik Fr. Gröppel C. Lührigs Nachf. in Bochum.

## Geschichte

### Eisenhütte Westfalia
Die 1872, durch Alfred Lämmerhirt (1839–1899), gegründete Maschinenfabrik Brandenburg & Lämmerhirt wurde 1881 in die Eisenhütte „Westfalia“ AG umgewandelt. Sie hatte ihren Sitz im Bereich der heutigen Straße Hermannshöhe am Rande der Bochumer Innenstadt und an der Trasse der damaligen Bergisch-Märkischen Eisenbahn. Das Herstellungsprogramm umfasste vor allem Konstruktionen für den Bergbau wie z. B. Förderkörbe.

### R. W. Dinnendahl AG

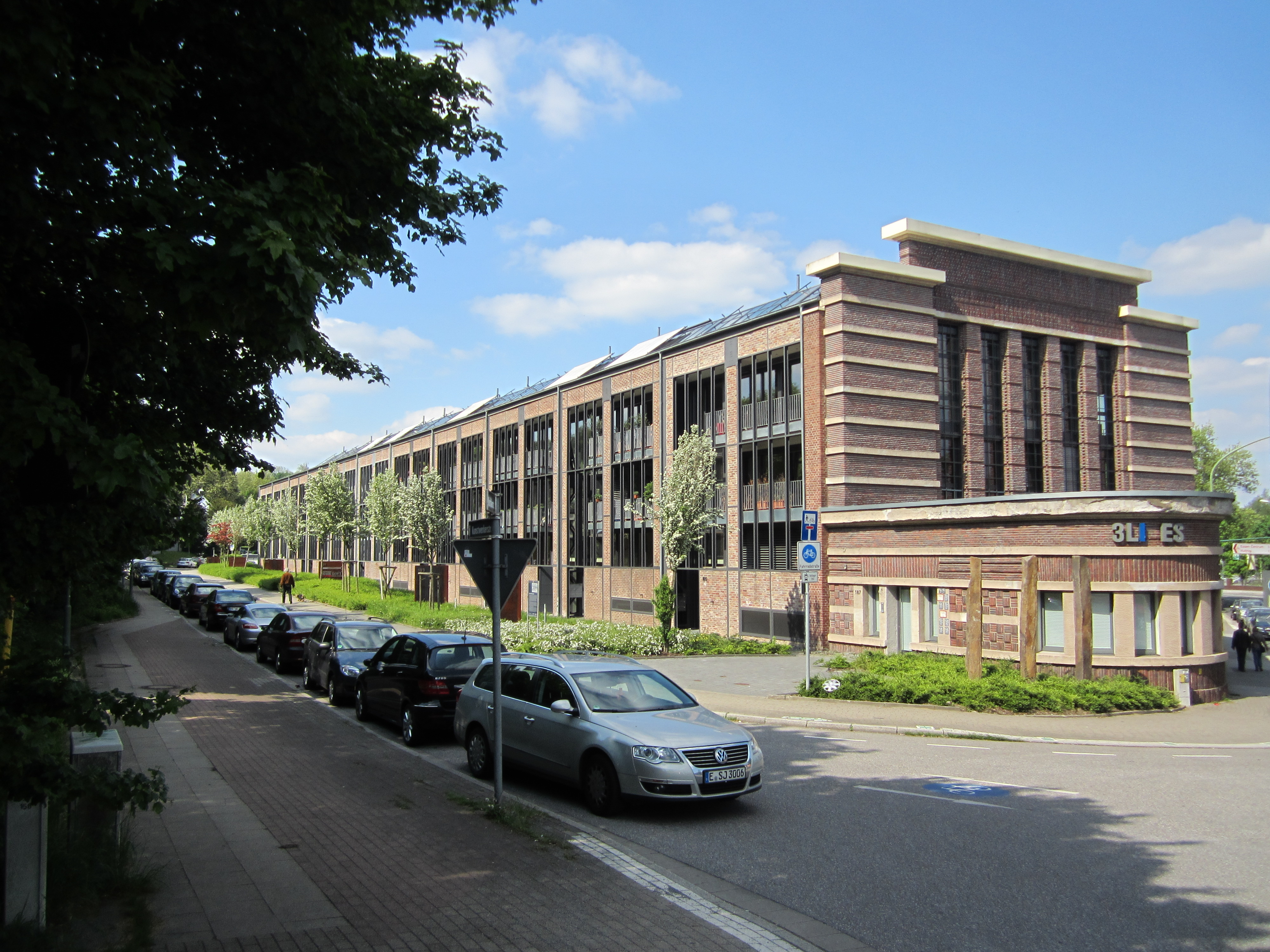
Die Fassade der Dinnendahlschen Fabrik in Essen ist erhalten. Das Innere des Gebäudes wurde zu Wohnzwecken umgebaut.

Die Ursprünge der R. W. Dinnendahl AG reichen bis 1800 in Form der von Franz Dinnendahl als Ingenieurbetrieb gegründeten und später zur sogenannten „Kunstwerkerhütte“ ausgebautem Unternehmen zurück. Nach dem Tod von Franz Dinnendahl 1826 wurde die Fabrik zuerst von seinen zwei Söhnen weitergeführt, im Jahr 1840 aber von seinem Sohn Röttger Wilhelm Dinnendahl allein übernommen und 1890 in eine Aktiengesellschaft überführt, die schließlich 1922 an die Eisenhütte „Westfalia“ angegliedert wurde.

### Maschinenfabrik Gröppel
Die Maschinenfabrik entstand aus dem 1867 von Carl Lührig (1840–1893) zunächst in Waldenburg (Schlesien) gegründeten Ingenieurbüro, das sich sehr erfolgreich mit der Übertragung von Erfindungen aus der Erzaufbereitung auf die Kohleaufbereitung beschäftigte. Aufgrund dieser Erfolge siedelte das Unternehmen 1874 in das sächsische Kohlerevier nach Zwickau um, 1877 wurde dann bereits ein Zweigbüro in Bochum eröffnet. Drei Jahre später wurden die – mittlerweile auch internationalen – Aktivitäten von einem Büro in Dresden koordiniert.
Nach dem Tod Lührigs 1893 erbte der seit 1876 bei Lührig angestellte Ingenieur Franz Gröppel (* 1856; † 9. März 1923) den Betrieb, der ihn 1897 durch die Übernahme der Reparaturwerkstatt der Schachtanlage II der Zeche Vereinigte Constantin der Große komplett nach Bochum verlegte. Bereits 1900 waren aus 15 Arbeitern 110 geworden und bis zum Anfang des Ersten Weltkrieges ca. 550. Sein Sohn Karl Gröppel (* 11. März 1883 in Beuthen (Oberschlesien); † 4. Juli 1967 in Bochum) übernahm den Betrieb nach seinem Tod mit knapp 900 Arbeitern. Die Maschinenfabrik Fr. Gröppel C. Lührigs Nachf. wurde 1930 in der Weltwirtschaftskrise durch die Westfalia-Dinnendahl AG übernommen, die mitbietende Kölner Maschinenbauanstalt Humboldt kam mit einem geringeren Abfindungsangebot an die Aktionäre nicht zum Zuge. Karl Gröppel wurde in dem nunmehr in Westfalia Dinnendahl Gröppel AG (WEDAG) umbenannten Unternehmen technischer Vorstand.

### Wachstum
Durch den starken Drang auf optimale Ausnutzung der deutschen Erz- und Kohlelagerstätten zur Vorbereitung des Zweiten Weltkrieges wuchs auch die WEDAG als Anbieterin der dazu notwendigen Technik kontinuierlich weiter, die Reichswerke Hermann Göring beauftragten bei der WEDAG z. B. die komplette Erzvorbereitung für den Standort Salzgitter.
Nach dem Zweiten Weltkrieg wurden dann noch die 1920 gegründete Tochter Ekof Erz- und Kohleflotation GmbH sowie das Unternehmen Westdeutsche Getriebewerke Bochum übernommen. Erstere stellte für das in den 1920ern entwickelte Verfahren der Stofftrennung durch Flotation und Schwertrübetrennung Maschinen und Chemikalien her.
1952 beschäftigte die WEDAG rund 2500 Mitarbeiter. 1960 war die Mitarbeiterzahl auf 3150 gestiegen bei 90 Mio. DM Umsatz. Die Kohlenwäsche der Zeche Nordstern Schacht 1/2 ist eine der von der WEDAG errichteten Anlagen, die noch heute im Nordsternpark in Gelsenkirchen zu besichtigen ist.
1968 wurde zusammen mit der britischen Vickers Ltd. das Gemeinschaftsunternehmen Vickers + WEDAG Verfahrenstechnik GmbH gegründet, dass sich vor allem mit der Planung und Bau von Anlagen zur Zementherstellung beschäftigte. Anlagentechnik zur Zementherstellung sollte später das wichtigste Geschäftsfeld des Unternehmens werden.

### Übernahme durch KHD
1969 übernahm die Kölner Klöckner-Humboldt-Deutz AG eine Mehrheitsbeteiligung an der WEDAG, die 1972 in der kompletten Übernahme und Fusion mit dem Anlagenbau der ehemaligen Maschinenbauanstalt Humboldt unter dem Namen KHD Industrieanlagen gipfelte. Im Jahr 1979 wurde die Firma dann in KHD Humboldt Wedag geändert, die sich bis heute gehalten hat. Der Großteil der WEDAG-Aktivitäten mit der in Bochum auf 300 Mitarbeiter geschrumpften Belegschaft wurde 1987 nach Köln verlegt, nachdem ein Pumpenauftrag über 19 Mio. DM mit 20 Mio. DM Verlust beendet wurde.
1996 stellte sich heraus, dass die Humboldt Wedag AG riskante Auslandsprojekte in Saudi-Arabien und Jordanien nicht mit Rücklagen abgesichert sowie Bilanzen verschleiert und damit den kompletten KHD-Konzern in Schieflage gebracht hatte. Die KHD firmierte daraufhin 1996 in Deutz AG um.

## Gegenwart

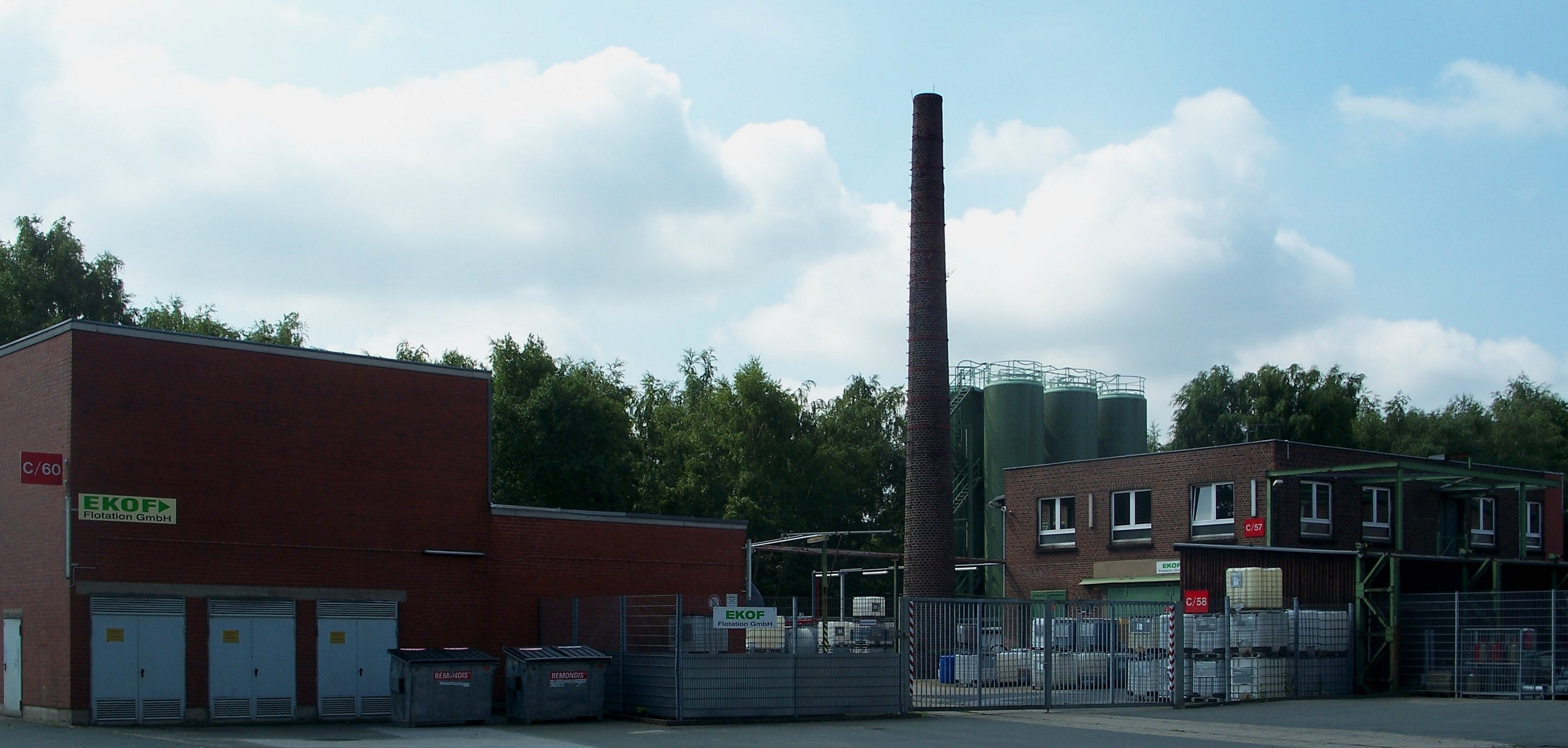
Einziger noch aktiver Betrieb der ehemaligen WEDAG in Bochum

Nach dem Verkauf der KHD Humboldt Wedag AG im Jahr 2001 wurde diese in eine GmbH umgewandelt und in die börsennotierte KHD Humboldt Wedag International eingebracht. Sie agiert weiterhin als Anlagenbauer im Bereich der Zementherstellung, Erz- und Kohleveredelung.
Am 31. Dezember 1998 wurde der Mantel der WEDAG AG, die per Beherrschungsvertrag mit der Deutz AG verbunden war, an die Spartacus AG veräußert, die den Unternehmenssitz nach Hamburg verlegte und das Unternehmen in pre-IPO AG umfirmierte. Die pre-IPO AG wurde als Risikokapitalgeber betrieben, von dem sich die Spartacus AG wenig später wieder trennte.
Die Fabrikationshallen und das WEDAG-Verwaltungsgebäude in Bochum werden heute von unterschiedlichen Betrieben in Form des Gewerbeparks Riemke an der Herner Straße 299 genutzt. Einige Gebäude am Standort Essen (Koordinaten 51° 26′ N, 7° 3′ O) in unmittelbarer Nähe zur Ruhr wurden noch bis in die 1950er von der WEDAG genutzt, 1992 unter Denkmalschutz gestellt und später in Lofts umgewandelt. Beide Standorte sind Bestandteil der Route der Industriekultur.